# Höga Kusten Marathon
Höga Kusten Marathon är ett årligt marathonlopp i Nordingrå. Loppet arrangeras på sensommaren och arrangerades för första gången 1981.